# ナンカンタイヤ
ナンカンタイヤ（南港輪胎股份有限公司、Nankang Rubber Tire Corp., Ltd. ）は、台湾（中華民国）のタイヤメーカー。本社は台北市南港区。

## 概要
1940年に「台灣護膜株式會社」として設立。現在ではスポーツタイヤからスタッドレスタイヤに至るまで様々なタイヤを製造している。タイヤは日本にも「ナンカン」（Nankang ）ブランドで主にオートウェイにより輸入・販売されており、低価格・コストパフォーマンスの高さに加え、日本製よりも18インチ以上のインチアップサイズが非常に豊富なこともあり、ドレスアップカーのユーザーが多く愛用する人もいる。軽自動車用の18インチなど極端なインチアップサイズのタイヤも製造している事で有名である。
他にもアメリカやヨーロッパ、オセアニア、アフリカ等世界中の各国にタイヤを輸出している。

## 歴史
- 1940年 - ナンカンタイヤの前身である台灣護膜株式會社がゴム製造会社として設立される。
- 1945年 - 台灣工礦股份有限公司南港橡膠廠（Nankang Rubber ）となる。
- 1959年 - 南港輪胎股份有限公司（Nankang Rubber Tire Corp., Ltd. ）として創業。
- 1963年 - 株式市場への上場を始める。
- 1973年 - ヘリコプターのタイヤの製造も始める。また同年、新豊（新豐）の工場も操業を開始。
- 1974年 - ラジアルタイヤの製造法を確立。
- 1976年 - 飛行機用タイヤの製造を開始。
- 1980年 - トラックやバス向けのラジアルタイヤの製造を開始。
- 1989年 - 日本のタイヤメーカーによる技術指導が行われ、タイヤの品質改善が行われた。これは1996年まで行われている。
- 1991年 - E-MARK（欧州への製品輸出許可証）を取得し、ヨーロッパ向けの輸出を開始。
- 1994年 - ISO 9001を取得。
- 1997年 - 輸出向けにスタッドレスタイヤの製造を開始。ISO 14001取得。
- 2001年 - ISO 16949取得。